# Jekaterina
Jekaterina (Екатерина) ist ein russischer weiblicher Vorname.

## Ähnliche Varianten
Екатерина, die üblichste russische Variante des Vornamens Katharina, wird im Deutschen üblicherweise als Jekaterina transkribiert, gelegentlich aber auch als Ekaterina/Ekatarina, was auch unter anderem für Bulgarisch die korrekte Transkription ist. Für den Gebrauch im Englischen wird derselbe russische Name als Yekaterina transkribiert, weshalb im Folgenden auch die Namensform mit Y aufgelistet ist. Bei historischen Persönlichkeiten wie Katharina der Großen wird der Name im Deutschen eher mit Katharina übersetzt.
Außer in Russland wird der Name auch in früher durch Russland stark beeinflussten Gebieten verwendet, darunter Kasachstan, Ukraine oder Usbekistan. In Georgien ist die Schreibweise ეკატერინე (Ekaterine) und in Rumänien die Schreibweise Ecaterina üblich, die griechische Variante ist Αικατερινη, transkribiert als Ekaterini oder übersetzt als Katerina. Der ukrainische Name Катерина wird meist als Kateryna übertragen.
Zu weiteren Varianten, sowie zu Herkunft und Bedeutung des Namens, siehe Katharina.
Koseformen sind: Katja, Katenka, Katjuscha, Katjuschka, Katjuschenka, Katinka.

## Verbreitung
In Deutschland wird der Name seit 2010 regelmäßig vergeben, seitdem etwa 70 Mal. Den Namen Jekaterina tragen in der Schweiz 62 und in Finnland 109 Personen (Stand 2023). In Österreich kommt der Name seit 1993 hin und wieder in der Namensgebung vor. Seitdem wurde er sechs Mal gewählt. In den Ländern Dänemark, Norwegen und Schweden ist der Name nur mäßig beliebt. Der Name Jekaterina lag in Lettland von 1920 bis 1940 und von 1975 bis 2020 in den Top-100. In den 1980er und -90er Jahren gehörte er zu den 20 beliebtesten Mädchennamen. In Estland befand sich der Name zwischen den 1980er Jahren und der Jahrtausendwende in den Top-10 der Hitlisten.

## Bekannte Namensträgerinnen
- Jekaterina Abramowa (* 1982), russische Eisschnellläuferin
- Jekaterina Alexandrowa (* 1994), russische Tennisspielerin
- Jekaterina Alexandrowskaja (2000–2020), russisch-australische Eiskunstläuferin
- Jekaterina Ananina (* 1982), russische Badmintonspielerin
- Jekaterina Andrjuschina (* 1985), russische Handballspielerin
- Jekaterina Anissimowa (* 1991), russische Eishockeyspielerin
- Jekaterina Ankinowitsch (1911–1991), sowjetische Geologin
- Jekaterina Awdejewa (1788–1865), russische Schriftstellerin
- Jekaterina Awwakumowa (* 1990), russisch-südkoreanische Skiathletin
- Jekaterina Bachwalowa (* 1972), russische Leichtathletin
- Jekaterina Baranok (* 1992), russische Eisschnellläuferin
- Jekaterina Baturina (* 1992), russische Rennrodlerin
- Jekaterina Belaschowa (1906–1971), sowjetische Bildhauerin und Hochschullehrerin
- Jekaterina Belowa (* 1988), russische Eisschnellläuferin
- Jekaterina Bikert (* 1980), russische Leichtathletin
- Jekaterina Birlowa (* 1987), russische Volleyballspielerin
- Jekaterina Bobrowa (* 1990), russische Eiskunstläuferin
- Jekaterina Bolotowa (* 1992), russische Badmintonspielerin
- Jekaterina Breschko-Breschkowskaja (1844–1934), russische Revolutionärin
- Jekaterina Budanowa (1916–1943), sowjetische Jagdfliegerin
- Jekaterina Bukina (* 1987), russische Ringerin
- Jekaterina Bytschkowa (* 1985), russische Tennisspielerin
- Jekaterina Chramzowa (* 1991), russische Skilangläuferin
- Jekaterina Derewschtschikowa (1926–2006), sowjetische Schauspielerin
- Jekaterina Derschawina (* 1967), russische Pianistin
- Jekaterina Dewlet (1965–2018), sowjetisch-russische Prähistorikerin
- Jekaterina Djatschenko (* 1987), russische Säbelfechterin
- Yekaterina Dmitrichenko (* 2001), kasachische Tennisspielerin
- Jekaterina Dolgorukowa (1847–1922), russische Mätresse und Zarengattin
- Jekaterina Ektowa (* 1992), kasachische Springerin
- Jekaterina Fessenko (* 1958), sowjetische Leichtathletin
- Jekaterina Fleischitz (1888–1968), russische Juristin
- Jekaterina Furzewa (1910–1974),  sowjetische Politikerin (KPdSU)
- Jekaterina Gaiduk (* 1989), russische Handballspielerin
- Jekaterina Galkina (* 1988), russische Curlerin
- Jekaterina Gamowa (* 1980), russische Volleyballspielerin
- Jekaterina Glasyrina (* 1987), russische Skiathletin
- Jekaterina Gnidenko (* 1992), russische Radrennfahrerin
- Jekaterina Golubewa (1966–2011), russische Schauspielerin
- Jekaterina Gordejewa (* 1971), russische Eiskunstläuferin
- Jekaterina Gordon (* 1980), russische Journalistin, Singer-Songwriterin und Aktivistin
- Jekaterina Sergejewna Grigorjewa (* 1988 oder 1989), russisches Model
- Jekaterina Wassiljewna Grigorjewa (* 1974), russische Sprinterin
- Jekaterina Iljina (* 1991), russische Handballspielerin
- Jekaterina Iljuchina (* 1987), russische Snowboarderin
- Jekaterina Ischowa (* 1989), russische Leichtathletin
- Jekaterina Jurjewna Jaschina (* 1993), russische Tennisspielerin
- Jekaterina Igorewna Jaschina (* 1987), russische Bogenbiathletin
- Jekaterina Jefremenkowa (* 1997), russische Eisschnellläuferin
- Jekaterina Jewsejewa (* 1988), kasachische Hochspringerin
- Jekaterina Junge (1843–1913), russische Malerin
- Jekaterina Jurjewa (* 1983), russische Skiathletin
- Jekaterina Jurlowa-Percht (* 1985), russische Skiathletin
- Jekaterina Kalintschuk (1922–1997), sowjetische Turnerin
- Jekaterina Karabutowa (* 2000), russische Handballspielerin
- Jekaterina Katnikowa (* 1994), russische Rennrodlerin
- Jekaterina Katukowa (1913–2015), russische Stenotypistin, Feldscherin und Schriftstellerin
- Jekaterina Klimowa (* 1978), russische Schauspielerin
- Jekaterina Kljujewa (* 1996), kasachische Tennisspielerin
- Jekaterina Konewa (* 1988), russische Dreispringerin
- Jekaterina Konstantinowa (* 1995), russische Eisschnellläuferin
- Jekaterina Koroljowa (1998–2019), russische Handballspielerin
- Jekaterina Koschokina (* 1983), russische Tennisspielerin
- Jekaterina Kostezkaja (* 1986), russische Leichtathletin
- Jekaterina Kowalewskaja (* 1974), russische Schachspielerin
- Jekaterina Krylatkowa (* 1983), russische Skiathletin
- Jekaterina Korbut (* 1985), russische Schachspielerin
- Jekaterina Krasnowa (* 1988), russische Ringerin
- Dmitrijewna Kuskowa (1869–1958), russische Publizistin
- Jekaterina Kutaizewa (1914–2011), sowjetische Metallkundlerin
- Jekaterina Lagno (* 1989), ukrainisch-russische Schachspielerin
- Jekaterina Larionowa (* 1994), kasachische Ringerin
- Jekaterina Lawrentjewa (* 1981), russische Rodlerin
- Jekaterina Leonowa (* 1987), russische Tänzerin
- Jekaterina Lermontowa (1889–1942), russisch-sowjetische Geologin und Paläontologin
- Jekaterina Litwinzewa (* 1986), russische Pianistin
- Jekaterina Lobyschewa (* 1985), russische Eisschnellläuferin
- Jekaterina Lopes (* 1987), russische Tennisspielerin
- Jekaterina Lugowkina (* 1980), russische Bogenbiathletin
- Jekaterina Eduardowna Makarowa (* 2001), russische Tennisspielerin
- Jekaterina Walerjewna Makarowa (* 1988), russische Tennisspielerin
- Jekaterina Wladimirowna Makarowa (* 1996), russische Tennisspielerin
- Jekaterina Malyschewa (* 1987), russische Eisschnellläuferin
- Jekaterina Mamlejewa (* 1930), sowjetische Elektroingenieurin und Bergsteigerin
- Jekaterina Marennikowa (* 1982), russische Handballspielerin und -trainerin
- Jekaterina Nikolajewna Maximowa (1891–1932), russisch-sowjetische Architektin
- Jekaterina Sergejewna Maximowa (1939–2009), russische Balletttänzerin
- Jekaterina Mironowa (* 1977), russische Skeletonpilotin
- Jekaterina Nowgorodowa (1929–2024), sowjetische Agronomin
- Jekaterina Nowizkaja (* 1952), russisch-belgische Pianistin
- Jekaterina Oertel (* 1966), russische Maskenbildnerin und Filmregisseurin
- Jekaterina Pantjuchina (* 1993), russische Fußballspielerin
- Jekaterina Patjuk (* 1983), estnische Leichtathletin
- Jekaterina Peschkowa (1876–1965), russische Menschenrechtlerin
- Jekaterina Podkopajewa (* 1952), sowjetische und russische Leichtathletin
- Jekaterina Poistogowa (* 1991), russisch-türkische Leichtathletin
- Jekaterina Pusanowa (* 1979), russische Leichtathletin
- Jekaterina Puschkasch (* 1992), russische Eiskunstläuferin
- Jekaterina Rjabowa (genannt „Katja“, * 1997), russische Sängerin
- Jekaterina Rjasanowa (* 1991), russische Eistänzerin
- Jekaterina Rogowaja (* 1995), russische Radsportlerin
- Jekaterina Rojaka (* 1978), litauische Ökonomin und Politikerin
- Jekaterina Rubljowa (* 1985), russische Eistänzerin
- Jekaterina Sadownikowa (* 1980), russische Sängerin (Sopran)
- Jekaterina Samuzewitsch (* 1982), russische politische Aktivistin und Künstlerin
- Yekaterina Sarıyeva (* 1995), aserbaidschanische Leichtathletin
- Jekaterina Schalimowa (* 2000), russische Tennisspielerin
- Jekaterina Scharmina, (* 1986), russische Leichtathletin
- Jekaterina Schichowa (* 1983), russische Eisschnellläuferin
- Jekaterina Schkuratowa (* 1987), belarussische Gewichtheberin
- Jekaterina Schpiza (* 1985), russische Schauspielerin
- Jekaterina Schumilowa (* 1986), russische Skiathletin
- Jekaterina Selenkowa (* 1999), russische Handballspielerin
- Jekaterina Seljonaja (1901–1991), sowjetische Theater- und Filmschauspielerin
- Jekaterina Sementschuk (* 1976), russische Opernsängerin (Mezzosopran)
- Jekaterina Sidorenko (* 1982), russische Skiathletin

- Jekaterina Alexandrowna Smirnowa (* 1988), russische Sprinterin
- Jekaterina Alexejewna Smirnowa (* 1996), russische Skilangläuferin
- Jekaterina Sergejewna Smirnowa (* 1990), russische Crosslauf-Sommerbiathletin
- Jekaterina Wassiljewna Smirnowa (* 1956), sowjetische Leichtathletin
- Jekaterina Wladimirowna Smirnowa (* 1988), kasachische Kanutin
- Jekaterina Smolenzewa (* 1981), russische Eishockeyspielerin
- Jekaterina Stoljarowa (* 1988) russische Skiathletin
- Jekaterina Swanidse (1880–1907), Frau von Josef Stalin
- Jekaterina Syrzewa (* 1990), russische Volleyballspielerin
- Jekaterina Syssojewa (* 1981), russische Tennisspielerin
- Jekaterina Tkatschenko (* 1995), russische Skirennläuferin
- Jekaterina Trubezkaja (1800–1854), russische Fürstin
- Jekaterina Tschislowa (1846–1889), russische Ballerina und Mätresse
- Jekaterina Tudegeschewa (* 1987), russische Snowboarderin
- Jekaterina Ulanowa (* 1986), russische Volleyballspielerin
- Yekaterina Voronina (* 1992), usbekische Leichtathletin
- Jekaterina Warnawa (* 1984), russische Schauspielerin und Fernsehmoderatorin
- Jekaterina Ottowna Wasem (1848–1937), russische Ballerina
- Jekaterina Wassiljewa (* 1986), russische Eiskunstläuferin
- Jekaterina Welikaja, genannt Katharina die Große (1729–1796), Kaiserin des Russischen Kaiserreiches, siehe Katharina II. (Russland)
- Jekaterina Werulaschwili (1917–1973), sowjetische Schauspielerin
- Jekaterina Wetkowa (* 1986), russische Handballspielerin
- Jekaterina Winogradowa (auch Ekatarina; * 1977), russischstämmige Skiathletin
- Jekaterina Wolkowa (* 1978), russische Leichtathletin
- Jekaterina Worona (* 1975), russische Malerin und Bildhauerin
- Jekaterina Alexejewna Woronzowa (1761–1784), russische Hofdame, Pianistin und Komponistin
- Jekaterina Romanowna Woronzowa-Daschkowa (1743–1810), russische Adlige und Politikerin
- Jekaterina Semjonowna Woronzowa (1783–1856), russisch-britische Aristokratin und Hofdame
- Jekaterina Wladimirowna Woronzowa (* 1983), russische Skilangläuferin
- Yekaterina Xilko (* 1982), usbekische Trampolinturnerin

## Sonstige Namensverwendung
- Jekaterina-Straße, Meerenge der Kurilen